# 52P/Harrington-Abell
52P/Harrington-Abell è una cometa periodica appartenente alla famiglia delle comete gioviane. Nel 1998 la cometa è andata soggetta ad un outburst, ossia un aumento improvviso di luminosità.